# ジョーダン・フィッシャー
ジョーダン・ウィリアム・フィッシャー (英：Jordan William Fisher、1994年4月24日 - ）は、アメリカ合衆国の俳優、歌手、作曲家、ダンサー。

## 生い立ち
フィッシャーはアラバマ州バーミングハムで生まれた。彼の生物学的な母親は出産の時まだ16歳で、生まれた後は母方の祖父母であるロドニーとパットの養子となった。さらにその祖父母はジョーダンの兄弟に当たるコーリーとトリトニーも、彼らの母親が薬物乱用を行なっていたため同じく養子として引き入れた。"ハリウッド・トゥデイ・ライヴ"のインタビューの中で、フィッシャーは彼が他民族的な生い立ちを持つことを明かした。
フィッシャーは2歳の時に体操をはじめ、5年生の時に学校で"スクールハウス・ロック・ジュニア"の公演をした際、演劇に興味を持ち始める。そしてジョーダンはホームスクールで学習をし、"ハーヴェスト・クリスチャン・アカデミー"から高校の単位を受け取るようになっていく。その間、地元バーミングハムの"レッドマウンテン・シアター・カンパニー"に加入するとそこで才能を見出され、2011年にジャクソンビル州立大学へ入学する。その後、ジョーダンはロサンゼルスに家族と共に移住し、芸能生活を始める。

## キャリア

### 役者
彼の最初のテレビ出演は2009年にゲスト出演したテレビドラマ『The Hustler』と『iCarly』であった。その後ABC製作の『The Secret Life of the American Teenager』で初の主要な役柄を演じ、ディズニー・チャンネル製作の『ティーン・ビーチ・ムービー』とその続編の『ティーン・ビーチ 2』、そして『うわさのツインズ リブとマディ』に出演することで人気を博す。

### 音楽
2014年にラジオ・ディズニーを通して3曲のポップ・ソウルソング（"By Your Side", "Never Dance Alone" and "What I Got"）をリリースすると、翌年ハリウッド・レコードと契約を結ぶ。

## 出演作品
| Year      | Title                                                                      | Role                               | Notes                                        |
| --------- | -------------------------------------------------------------------------- | ---------------------------------- | -------------------------------------------- |
| 2009      | The Hustler                                                                | マリオ                             |                                              |
| 2009      | iCarly                                                                     | クラーク                           | 第５４話「好きな子とダンス?」                |
| 2009      | Skyrunners Testimonials                                                    | ジョニー                           |                                              |
| 2012      | The Secret Life of the American Teenager                                   | ジェイコブ                         | 9つのエピソード                              |
| 2013      | ティーン・ビーチ・ムービー Teen Beach Movie                                | シーキャット                       | ディズニー・チャンネル・オリジナル・ムービー |
| 2014      | 超能力ファミリー サンダーマン The Thundermans                              | ディラン                           | シーズン２第２話「赤ちゃんとデート？」       |
| 2015      | The Chew                                                                   | 本人                               |                                              |
| 2015      | UNTIL DAWN -惨劇の山荘-                                                    | マット                             | 声とモーションキャプチャ                     |
| 2015–2017 | うわさのツインズ リブとマディ Liv and Maddie                               | ホールデン                         | 11のエピソード                               |
| 2015–2016 | Teen Wolf                                                                  | ノア・パトリック                   | 2 episodes                                   |
| 2015      | ティーン・ビーチ 2 Teen Beach 2                                            | Seacat                             | ディズニー・チャンネル・オリジナル・ムービー |
| 2016      | BONES Bones                                                                | イアン・ジョンソン                 | シーズン11第16話「アカペラは死の匂い」       |
| 2016      | Grease: Live                                                               | ドゥーディ                         | テレビ映画                                   |
| 2016      | Stay                                                                       | Miles                              | 未公開のパイロット版                         |
| 2017      | Dancing with the Stars                                                     | 本人                               |                                              |
| 2018-     | シーラとプリンセス戦士 She-Ra and the Princesses of Power                  | シーホーク（声の出演）             | NETFLIXアニメシリーズ                        |
| 2020      | 好きだった君へ: P.S.まだ大好きです To All the Boys: P.S. I Still Love You  | ジョン・アンブローズ・マクラーレン |                                              |
| 2020      | Work It 〜輝けわたし!〜 Work It                                            | ジェイク・テイラー                 |                                              |
| 2021      | 好きだった君へ: これからもずっと大好き To All the Boys: Always and Forever | ジョン・アンブローズ・マクラーレン |                                              |
| 2021      | THE FLASH/フラッシュ                                                       | バート・アレン                     |                                              |